# Police Academy
Police Academy (Loca academia de policía en España y México, y Locademia de policía en Hispanoamérica) es una película de 1984 dirigida por Hugh Wilson y protagonizada por Steve Guttenberg, Kim Cattrall, David Graf y G. W. Bailey.

## Argumento
La recién elegida alcaldesa Mary Sue Beal (Ruth Sisberg) ha anunciado cambios drásticos en el reclutamiento de candidatos para la formación de policías debido a la escasez de oficiales. La edad, raza, estatura, sexo o salud física y mental ya no serán requisitos para quienes deseen convertirse en policías, lo que permite que cualquier persona interesada tenga la oportunidad de inscribirse en la academia. Esta decisión ha generado controversia, especialmente entre el jefe de policía Hurnst (George R. Robertson) y el teniente Thadeus Harris (G. W. Bailey), quienes están decididos a dificultar la vida de los nuevos reclutas para obligarlos a renunciar. Aunque el comandante Eric Lassard (George Gaynes) inicialmente se siente incómodo con la idea, finalmente la acepta parcialmente.
Carey Mahoney (Steve Guttenberg), un delincuente reincidente, es obligado a alistarse en la academia como alternativa a la cárcel tras haber destrozado el coche de un cliente mientras trabajaba de aparcacoches. En la comisaría, el comisario Reed (Ted Ross), amigo de su padre, le ofrece la oportunidad de aprender disciplina en la academia bajo la condición de no poder marcharse voluntariamente, o de lo contrario irá a la cárcel. En la comisaría, Mahoney conoce a Larvell Jones (Michael Winslow), detenido por gastar bromas pesadas con sus ruidos guturales, quien también se une a la academia.
Mahoney intenta ser expulsado de la academia para evitar ir a la cárcel, pero descubre que el comandante Lassard ha prometido al comisario Reed no echarlo. Gradualmente, Mahoney cambia de actitud al interesarse en la cadete Karen Thompson (Kim Cattrall) y hacerse amigo de otros cadetes como Larvell Jones, George Martin (Andrew Rubin), Eugene Tackleberry (David Graf), Laverne Hooks (Marion Ramsey), Leslie Barbara (Donovan Scott) y Moses Hightower (Bubba Smith).
El teniente Harris asigna a los cadetes Copeland (Scott Thompson) y Blankes (Brant von Hoffman) como líderes de escuadrón para ayudarlo a dificultar la vida de Mahoney. En respuesta, Mahoney organiza una fiesta y engaña a Copeland y Blankes para que vayan a un bar gay. En un intento de venganza, Copeland y Blankes plantan una prostituta en el dormitorio de Mahoney, pero él logra evitar ser descubierto escondiéndose bajo el podio mientras el comandante Lassard da una conferencia. Lassard malinterpreta la situación y cree que Mahoney le ha practicado una felación.
Hightower, un cadete gigante pero gentil, le pide a Mahoney que le enseñe a conducir para no reprobar un examen. Mahoney roba el coche de Copeland y Hightower aprende a conducir, superando su miedo. Sin embargo, Hightower es expulsado de la academia tras un incidente en el que destruye una patrulla en un ataque de ira provocado por insultos racistas de Copeland.

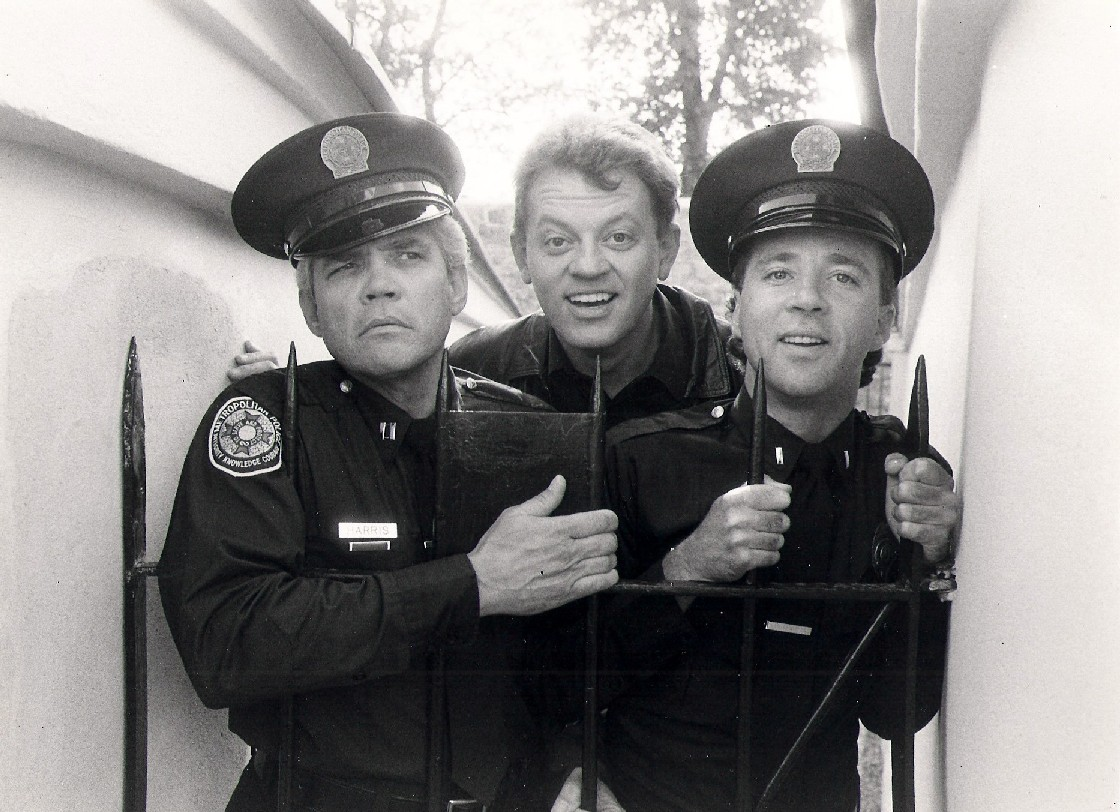
G.W. Bailey, David Graf y Lance Kinsey, tres de los protagonistas.

Durante un patrullaje, el cadete Douglas Fackler (Bruce Mahler) causa accidentalmente una cadena de eventos que lleva a disturbios y saqueos en la ciudad. Los cadetes, incluido Mahoney, son enviados a ayudar a la policía. En medio de los disturbios, Mahoney, Jones y George se refugian en el coche del comandante Lassard, donde Jones usa sus habilidades de imitación para dispersar a una multitud enardecida.
En los disturbios, Barbara enfrenta a una pandilla que solía acosarlo, solo para descubrir que solo trasladaban sus pertenencias. Copeland y Blankes son despojados de sus armas por pandilleros y Harris es tomado como rehén por un criminal, que Mahoney intenta rescatar sin éxito, resultando también capturado. Hightower, quien ha regresado como civil, interviene heroicamente, salvando a Mahoney y Harris.
En la graduación, Mahoney y Hightower son reintegrados y premiados con una condecoración por salvar la vida del teniente Harris. Es la primera vez que se otorga tal reconocimiento a cadetes de la academia.

## Recepción
La película alcanzó desde el momento de su estreno un enorme éxito. En EE. UU. se estrenó el 23 de marzo de 1984, con una recaudación inicial de 8,5 millones de dólares en su primer fin de semana, y una recaudación final que superó los 81 millones de dólares de la época, lo que supondrían más de 200 millones si se ajustase la cifra a la inflación. En España se estrenó unos meses más tarde, el 2 de julio, sumando casi tres millones de espectadores y una cifra de 4,28 millones de euros, lo que equivaldría a unos 18 millones de euros actuales, lo que da idea del éxito popular que obtuvo. Sus secuelas siguieron disfrutando de éxito, pero ya decreciente.

## Reparto
- Steve Guttenberg..... Carey Mahoney
- Bubba Smith..... Moses Hightower
- Kim Cattrall..... Karen Thompson
- G. W. Bailey..... Tte. Thadeus Harris
- Donovan Scott..... Leslie Barbara
- George Gaynes..... Cte. Eric Lassard
- George R. Robertson..... Jefe Henry Hurnst
- Andrew Rubin..... Jorge Martín/George Martin
- David Graf..... Eugene Tackleberry
- Leslie Easterbrook..... Sgto. Debbie Callaghan
- Debralee Scott..... Señora Fackler
- Michael Winslow..... Larvell Jones
- Bruce Mahler..... Douglas Fackler
- Ted Ross..... Capitán Reed
- Scott Thomson..... Chad Copeland
- Brant Van Hoffman..... Kyle Blanks
- Marion Ramsey..... Laverne Hooks
- Ruth Sisberg..... Alcaldesa Mary Sue Beal
- Georgina Spelvin..... Prostituta (cameo)

## Doblaje
| Personaje                 | Actor original      | Doblaje original      | Redoblaje              |
| ------------------------- | ------------------- | --------------------- | ---------------------- |
| Cadete Carey Mahoney      | Steve Guttenberg    | Moisés Palacios       | Juan Alfonso Carralero |
| Cadete Karen Thompson     | Kim Cattrall        | Maru Guerrero         | Anabel Méndez          |
| Teniente Thaddeus Harris  | G.W. Bailey         | Esteban Siller        | Pedro D'Aguillón Jr.   |
| Cadete Moses Hightower    | Bubba Smith         | Eduardo Borja         | Blas García            |
| Cadete Leslie Barbara     | Donovan Scott       | Eladio González Garza | Marcos Patiño          |
| Comandante Eric Lassard   | George Gaynes       | Álvaro Tarcicio       | Sergio Barrios         |
| Cadete George Martin      | Andrew Rubin        | Yamil Atala           | Armando Coria          |
| Cadete Eugene Tackleberry | David Graf          | Víctor Mares          | Alfonso Ramírez        |
| Sargento Debbie Callahan  | Leslie Easterbrook  | Ángela Villanueva     | Andrea Coto            |
| Cadete Larvell Jones      | Michael Winslow     | Carlos de Pavía       | Benjamín Rivera        |
| Cadete Doug Fackler       | Bruce Mahler        | Braulio Zertuche      | Sergio Gutiérrez Coto  |
| Capitán Reed              | Ted Ross            | Eduardo Liñán         | Mario Sauret           |
| Cadete Chad Copeland      | Scott Thomson       | Sergio Gutiérrez Coto | Roberto Mendiola       |
| Cadete Kyle Blankes       | Brant von Hoffman   | Alejandro Vargas Lugo | César Soto             |
| Cadete Laverne Hooks      | Marion Ramsey       | Ana María Grey        | ¿?                     |
| Delincuente               | Doug Lennox         | Raúl de la Fuente     | Ismael Castro          |
| Jefe Henry J. Hurst       | George R. Robertson | José Luis Castañeda   | Jesús Colín            |
| Prostituta                | Georgina Spelvin    | Ariadna Rivas         | Patricia Quintero      |
| Presentación e insertos   | N/A                 | Raúl de la Fuente     | Blas García            |